# Cotinga des Maynas
Cotinga maynana
Espèce
Statut de conservation UICN

 LC  : Préoccupation mineure
Le Cotinga des Maynas (Cotinga maynana) est une espèce de passereaux de la famille des Cotingidae.

## Répartition
Cet oiseau vit dans les deux tiers ouest de l'Amazonie.